# Henrique de Macedo Pereira Coutinho
Henrique de Macedo Pereira Coutinho (Verride, Montemor-o-Velho, 6 de Setembro de 1843 – Lisboa, 13 de Maio de 1910), o 1.º Conde de Macedo, conhecido por Henrique de Macedo, foi um matemático, astrónomo, Professor e político Português.

## Biografia
Estudou na Universidade de Coimbra, datando a sua matrícula, em Matemática, de 1859. Entre outras funções de relevo, foi Lente de Matemática na Escola Politécnica de Lisboa, astrónomo no Observatório de Marinha, Deputado, Par do Reino e Ministro. Foi deputado por Abrantes entre 2 de Janeiro de 1880 a 1881, tendo ficado conhecido como bom orador e imperturbável. Foi feito Par do Reino em 1881. Foi Ministro da Marinha e Ultramar no governo presidido por José Luciano de Castro, em funções de 20 de Fevereiro de 1886 a 23 de Fevereiro de 1889 (41.º governo da Monarquia Constitucional). Foi, assim, Ministro sob o reinado de dois reis: D. Luís I e D. Carlos I. Foi um dos sócios fundadores da Sociedade de Geografia de Lisboa. Era sobrinho paterno de D. Francisco de Lemos de Faria Pereira Coutinho. Traduziu diversas obras de Júlio Verne para o Português, entre as quais: "A Ilha Misteriosa" (publicada em Portugal pela "Empreza Horas Romanticas"), "As Aventuras do Capitão Hatteras" e "Da Terra á Lua" (publicada em Portugal pela "Empreza Horas Romanticas" em 1878). Em muitos desses livros, a referência a si feita era feita como:
"Henrique de Macedo
Lente de mathematica na escola polytechnica e astronomo no observatorio de marinha"
, estando escrita na grafia Portuguesa anterior à Reforma Ortográfica de 1911.
Foi Comendador da Ordem Militar de Nossa Senhora da Conceição de Vila Viçosa. Alguma da sua correspondência com um descendente da Casa de Pindela está documentada no Arquivo Casa de Pindela (ACP), incorporado no Arquivo Municipal Alberto Sampaio (AMAS) da Câmara Municipal de Vila Nova de Famalicão desde 2015. Ele possuiu um brasão de armas.